# Стоддарт, Пол
Пол Стоддарт (англ. Paul Stoddart) — австралийский бизнесмен, владелец команды «Формулы-1» «Минарди» с сезона 2001 года до окончания её выступления в Ф1 в 2005 году.

## Биография
Пол Стоддарт родился в Мельбурне, в Австралии. Его первым бизнесом была продажа машин, он состоял в агентстве по продаже автомобилей и его машины участвовали в местных соревнованиях в классе GT. После этого Стоддарту предложили купить неиспользованные самолеты австралийского авиафлота, на что он согласился и стал организовывать рейсы из континентальной Австралии на Тасманию, где не был ещё запрещен игорный бизнес. Это принесло Стоддарту огромную прибыль. Он переехал в Великобританию, и его компания стала совершать рейсы по Европe для VIP-персон.

## Карьера в Формуле-1
В 1996 году Стоддарт купил 10 старых шасси Tyrrell и стал на их базе делать свою машину, которая успешно участвовала в чемпионате исторических болидов Ф1.
В 1998 году, когда сотрудничество Тиррелла и авиакомпании Стоддарта European Aviation продолжало иметь успех, команду перекупила компания British American Tobacco, и команда стала называться БАР-Хонда.
В 1999 году European Aviation стала спонсором Джордана, в 2000 году — Эрроуза.

## «Минарди» при Стоддарте
В 2001 году мечта Стоддарта исполнилась — он стал владельцем команды «Формулы-1». Все это время Минарди считалась аутсайдером турнирной таблицы, но командой, которая с мизерным бюджетом тем не менее продолжала бороться за очки, а то и за места ниже, которой многие сочувствовали в этой борьбе.
Прогресса при Стоддарте Минарди не добилась. В 2001 году «Минарди» не набрала ни одного очка, но на первом же этапе в 2002 году, домашнем и для Стоддарта, и для его пилота Марка Уэббера — Гран-при Австралии — Уэббер пришёл на пятом месте и набрал 2 очка для итальянской команды. Победа Михаэля Шумахера в той гонке не праздновалась так в паддоке, как пятое место земляка Стоддарта. Это были единственные очки Минарди в том сезоне.
В 2003 году «Минарди» также осталась без очков, но Стоддарт заявлял, что на скандальном Гран-при Бразилии 2003 года пилот «Минарди» Йос Ферстаппен мог выиграть гонку, если бы не технические проблемы на его машине. Победа в том Гран-при досталась «Джордану» Джанкарло Физикелле благодаря красному флагу, показанному за 15 кругов до финиша.
В 2004 году младшая Скудерия набрала 1 очко в Гран-при США, где восьмым финишировал Золт Баумгартнер из 9 финишировавших, причем все тот же Физикелла финишировал в 8 кругах от лидера из-за технических проблем.
Год спустя в США «Минарди» добилась своего лучшего результата в гонке за всю историю команды — 7 очков в гонке. Эта гонка запомнилась скандалом, связанным с тем, что гонщики команд, использовавших шины Michelin, отказались участвовать из-за проблем с шинами в одном из поворотов. На прогревочный круг вышли все болиды, однако по его окончании пилоты на французских шинах свернули в боксы. На стартовой решетке остались только шесть машин, на которых были установлены шины японской компании Bridgestone. Стартовавшие тогда с 18 и 20 позиций соответственно Кристиан Алберс и Патрик Фризахер закончили гонку на 5 и 6 позициях с отставанием от победившего Михаэля Шумахера на 2 круга.
12 сентября 2005 года Стоддарт объявил о продаже команды. После этого команда «Minardi USA Team» участвовала в чемпионате Champ Car, но после поглощения этого чемпионата лигой IRL Стоддарт решил не выставлять свою команду в следующем чемпионате.
В 2008 году Стоддарт заявил о намерении возвратить «Минарди» в Формулу-1, но последнее 12 место, предусмотренное FIA для команд, досталось команде Prodrive F1.